# Otakar Dušek
Otakar Dušek (* 25. září 1974 Most) je český medailér, grafický designér, dokumentarista a pedagog.

## Život
Otakar Dušek pochází z Oseka u Duchcova. V letech 1988–1992 studoval obor nábytkářství na Střední uměleckoprůmyslové škole v Praze a v letech 1992–1996 obory Scénografie a Ilustrace a knižní tvorba na Výtvarné škole Václava Hollara. Od roku 1994 působí jako grafický designér na volné noze. V letech 1994–1996 studoval na Výtvarné škole Václava Hollara v Praze obor Propagační a reklamní tvorba. V letech 1997–2003 studoval na Vysoké škole uměleckoprůmyslové v ateliéru Písma a knižní grafiky u profesora Jana Solpery. Studium zakončil ateliérovou cenou. 
Od roku 1998 se intenzivně věnuje medailérské tvorbě, za níž získal řadu domácích i mezinárodních ocenění. V letech 2016 a 2017 byl členem mezinárodní komise pro udělení Jaap van der Veenovi ceny Teylerova muzea. Od roku 1994 působí jako pedagog na Střední umělecké škole Václava Hollara a dalších školách uměleckého směru. 
Kromě grafického designu a medailérské tvorby se věnuje i realizacím ve veřejném prostoru. Je autorem ilegálního pomníku Josefa Toufara a Jana Palacha, který zrealizoval 19. ledna 2014 v Legerově ulici v Praze.

## Medailérská tvorba
V roce 1998 se Otakar Dušek zúčastnil soutěže na návrh pamětní mince vypsané Českou národní bankou pro sochaře do třiceti let. Za svůj návrh mince k roku 2000 získal Cenu České národní banky, Cenu České mincovny a Cenu Asociace umělců medailérů. V letech 1998 – 2000 se pravidelně účastnil soutěží České národní banky na návrhy českých pamětních mincí. Je autorem pamětní stříbrné mince 2000 Kč se zlatou vložkou k roku 2000 a pamětní stříbrné mince k zasedání Mezinárodního měnového fondu a Skupiny světové banky v Praze v roce 2000. Vzhledem k neshodám s odbornou komisí ČNB ohledně pojetí designu českých pamětních mincí v roce 2000 ukončil svou účast na soutěžích České národní banky a dále působí jako medailér na volné noze. V témže roce vydal svou první pamětní medaili 700 let ražby pražských grošů, která byla jako návrh pamětní dvousetkorunové mince Českou národní bankou odmítnuta jako nerealizovatelná. V roce 2001 získal v mezinárodní soutěži v japonské Ósace první cenu a titul Future Designer za návrh českých oběžných mincí. V roce 2002 zrealizoval svou druhou soukromou ražbu pamětní stříbrné medaile s průstřelem k 60. výročí bitvy u Stalingradu. Za tuto realizaci jako jediný Čech v historii získal Cenu za přínos k medailérské tvorbě v oblasti ražené medaile, která mu byla udělena na kongresu Mezinárodní medailérské federace FIDEM v portugalském Seixalu v roce 2004. Duškovy medaile přinášejí nový pohled na medailérskou tvorbu jak v rovině invenční, tak v rovině technologické. V roce 2004 vzniká pamětní medaile Pavel Ernest s hodinovým strojem a pamětní medaile Aquaservis s vodováhou, v roce 2005 pamětní medaile Václav Havel s otiskem palce a podpisem prezidenta republiky, v roce 2008 pamětní medaile Kursk 1943 ražená tankem T 34 a další.
Témata svých pamětních medailí rozvíjí Dušek i v řešení etují, které doplňuje fotografiemi z realizace projektu nebo videodokumentem.
V roce 2012 byla Duškova nekonvenční tvorba oceněna v holandském Haarlemu Jaap van der Veenovou cenou Teylerova muzea.
V roce 2015 byl Otakaru Duškovi vysloven českou delegátkou pro FIDEM PhDr. Julianou Boublíkovou Jahnovou bezdůvodný zákaz[zdroj?] reprezentovat Českou republiku na všech dalších kongresech Mezinárodní medailérské federace. Nemohl se tak se svou pamětní medailí Jana Palacha zúčastnit mezinárodní soutěže na kongresu v Gentu v Belgii v roce 2016. Osobně zde však nakonec byl přítomen jako člen pětičlenné mezinárodní komise pro volbu laureáta Jaap van der Veenovi ceny Teylerova muzea. Poté, co se v roce 2017 stává novou delegátkou pro FIDEM PhDr. Kateřina Nora Nováková, je Duškův zákaz vystavovat na akcích FIDEM zrušen. V následujícím roce 2018 získal za svůj medailérský projekt Todesmarsch Mel Wacksovu cenu Americko-židovské síně slávy na XXXV. kongresu Mezinárodní medailérské federace FIDEM v kanadské Ottawě. V roce 2019 získal Pamětní cenu Bena a Sylvie Odesserových udělenou Americko-izraelskou numismatickou společností a Společností pro medaile a žetony na shromáždění Americké numismatické asociace konaném v Chicagu, Illinois, USA

## Pedagogická a přednášková činnost
Od roku 1994 působí jako pedagog Střední umělecké školy Václava Hollara, kde vyučuje předměty Grafický design, Počítačová grafika a Písmo. V témže roce zde založil kurz počítačové grafiky pro veřejnost, který vedl do roku 2018.
- V letech 2004 a 2005 vedl na Central European Advertising Art Institutu v Praze lekce grafického designu.
- V letech 2005 – 2011 vyučoval na Vyšší odborné škole umění a reklamy v Praze předmět Grafický design.
- V letech 2006 – 2009 přednášel na Českém vysokém učení technickém v Praze na téma Písmo a grafický design v architektuře.
- 21. 9. 2007 – Přednáška na téma: „Reflections: Artistic Freedom in the Czech Republic” na mezinárodním kongresu FIDEM v Colorado Springs, USA.
- 12. 11. 2009 – Přednáška na téma: „Zehn Jahre der Unabhängigkeit und der schöpferischen Freiheit“, Residenzschloss, Drážďany, Německo
- 31. 5. 2018 – Přednáška na téma: „Todesmarsch“ na mezinárodním kongresu FIDEM, Canadian Museum of Nature, Ottawa, Kanada
- 23. 4. 2019 – Umění včera a dnes: Jan Solpera a Otakar Dušek, Vysoká škola uměleckoprůmyslová, Praha

## Ocenění
- 2019 The Ben and Sylvia Odesser Memorial Award  — Chicago, Illinois, USA (medailérský projekt Todesmarsch)
- 2018 Mel Wacks Judaica Art Medal Award – FIDEM 2018 — Kanada (medaile Todesmarsch)
- 2015 Best documentary – Digitalmation Awards / May 2015 – Online Digital and Media Festival (dokument Opus 13 - Palach)
- 2014 Prix Jury – 10. Evropský filmový festival o umění Arts&Film 2014, Telč (dokument 38 hřebů za Josefa Toufara a Jana Palacha)
- 2012 Jaap van der Veen / Teylers Museum Prize for the Contemporary Art Medal — Nizozemsko (Oceněna autorská tvorba)
- 2009 1. cena Medaile roku 2009 — Cena časopisu Mince & Bankovky
- 2006 2. cena za architektonické řešení veřejného prostoru — Praha (Architektonický návrh řešení náměstí v Praze 6)
- 2004 Prize for creative struck medal and / or technically innovative medal — International Art Medal Federation Congress FIDEM 2004 — Portugalsko (Pamětní medaile Stalingrad)
- 2003 Cena Katedry grafiky Vysoké školy uměleckoprůmyslové v Praze (oceněn návrh sady pamětních medailí)
- 2001 1. cena „Future Designer”— The International Coin Design Competition — Japonsko (návrh oběžných mincí České republiky)
- 2000 1. cena České národní banky (návrh a realizace mince Zasedání Světové banky a Mezinárodního měnového fondu v Praze)
- 1999 1. cena České národní banky (návrh a realizace pamětní mince k roku 2000)
  - 2. cena České národní banky (návrh pamětní mince Pražský groš)
  - 3. cena České národní banky (návrh pamětní mince František Škroup)
- 1998 Cena Asociace umělců medailérů (návrh pamětní mince k roku 2000)
  - Cena České mincovny (návrh pamětní mince k roku 2000)
  - 1. cena České národní banky (návrh pamětní mince k roku 2000)

## Zastoupení ve veřejných sbírkách
- British Museum, Londýn, Velká Británie
- Teylers Museum, Haarlem, Nizozemsko
- The Royal Coin Cabinet, Stockholm, Švédsko
- University Museum of Bergen, Norsko
- Národní muzeum v Praze, Česko
- Muzeum východních Čech v Hradci Králové, Česko

## Zastoupení v soukromých sbírkách
- Václav Havel, prezident České republiky v letech 1989–2003
- Bill Clinton, prezident Spojených států amerických v letech 1993–2001
- Jeho Svatost dalajlama
- Jeho výsost Norodom Sihamoni, král kambodžský

množství dalších soukromých sbírek doma i v zahraničí

## Spoluúčast na výstavách
- 2018 International Art Medal Federation Congress FIDEM. 2018, Ottawa, Canada (pamětní medaile Todesmarsch)
- 2014 Znad Dunaju, Wełtawy i Wisły. 2014, Wrocław, Polsko
- 2010 International Art Medal Federation Congress FIDEM 2010, Tampere, Finsko (pamětní medaile Kursk)
  - VI International Biennial of Contemporary Medal, Seixal, Portugalsko
  - Řády Václava Havla – Pocta demokracii, Národní muzeum, Praha, Česko
- 2009 České zlato, Obecní dům, Praha, Česko
- 2007 International Art Medal Federation Congress FIDEM 2007, Colorado Springs, USA (pamětní medaile Pocta politickým vězňům)
- 2005 IV International Biennial of Contemporary Medal, Seixal, Portugalsko
- 2004 International Art Medal Federation Congress FIDEM 2004, Seixal, Portugalsko (pamětní medaile Stalingrad)

## Členství v profesních organizacích
- od roku 2017 Mezinárodní medailérská federace FIDEM
- 1993–2014 – Asociace umělců medailérů